# WPIX
WPIX est une station de télévision américaine située à New York, New York appartenant à Mission Broadcasting (en) et faisant partie du réseau The CW. Elle distribue aussi trois sous-canaux numérique. Son émetteur est situé au sommet du Empire State Building.
WPIX est aussi une superstation au Canada.

## Historique
Lancée le 15 juin 1948 par le New York Daily News, elle devient la cinquième station locale à être lancée à New York. En 1991, Tribune se départ du Daily News et conserve WPIX. Introduit en 1969, le logo du 11 encerclé rappelle un emblème des tours jumelles du World Trade Center, malgré le fait que le Centre a été inauguré en 1973.
En novembre 1993, Warner Bros et Tribune Company annonce la création du réseau The WB en y affiliant ses stations indépendantes. Le réseau est entré en ondes le 11 janvier 1995.
Les attentats du 11 septembre 2001 ont détruit l'émetteur principal de la station ainsi que son lien satellite situés dans le World Trade Center, tuant aussi son ingénieur. Après avoir rétabli son service, le service des nouvelles de WPIX est resté en ondes sans interruption durant toute la semaine. L'émetteur a été relocalisé dans le Empire State Building.
Le 24 janvier 2006, les réseaux The WB et UPN ont annoncé leur consolidation en créant un nouveau réseau, The CW qui est entrée en ondes le 18 septembre 2006. Tribune Company a signé une entente d'affiliation d'une période de 10 ans pour seize de ses 19 stations affiliées à The WB, incluant WPIX.
En 2018, Nexstar Media Group fait l'acquisition de Tribune, mais revend la station à E. W. Scripps Company en 2019. Un an plus tard, il a été annoncé que la E. W. Scripps Company vendrait la station à Mission Broadcasting, qui a accordé à Nexstar Media Group d’exploiter la station sous LMA.

## Télévision numérique terrestre
| Canal virtuel | Image | Ratio | Programmation                             |
| ------------- | ----- | ----- | ----------------------------------------- |
| 11.1          | 1080i | 16:9  | Programmation principale WPIX / The CW HD |
| 11.2          | 480i  | 4:3   | Antenna TV                                |
| 11.3          | 480i  | 16:9  | Grit (en)                                 |
| 11.4          | 480i  | 16:9  | Rewind TV (en)                            |
| 11.5          | 480i  | 16:9  | QVC                                       |

## Canada
Au Canada, WPIX est distribué chez la plupart des distributeurs par câble et satellite au Canada dans le forfait des superstations ou à la carte. Elle est devenue disponible au Canada depuis novembre 1987 mais était conditionnelle, comme les autres superstations, à l'abonnement à un service de télévision payante telle que The Movie Network ou Movie Central.